# Bonifatius Hospital Lingen

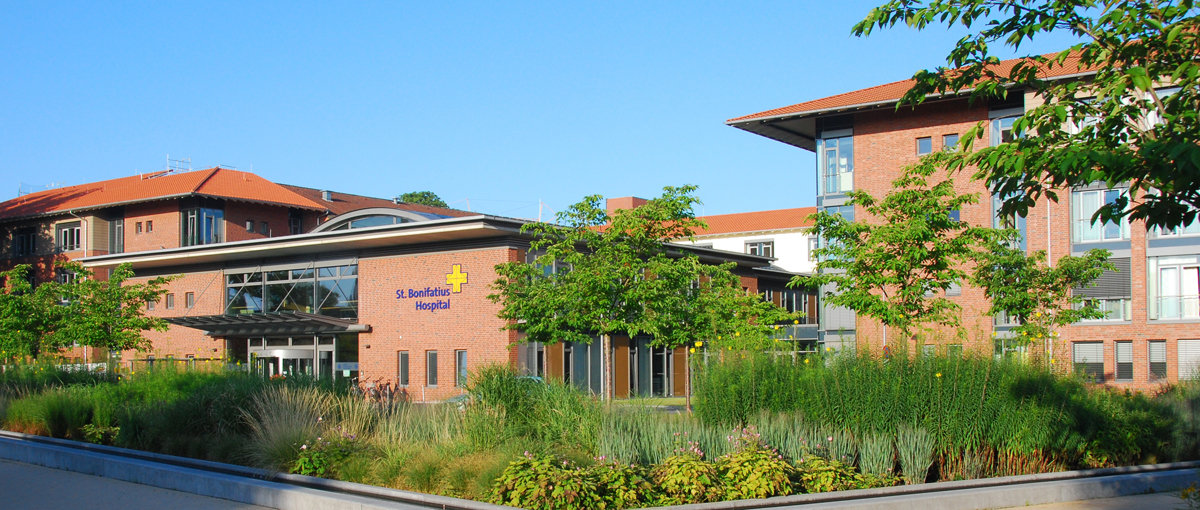
Frontalansicht des neuen Krankenhausgebäudes

Das Bonifatius Hospital Lingen ist ein katholisches Krankenhaus in der Rechtsform einer gemeinnützigen GmbH in Lingen (Ems).

## Profil
Alleiniger Gesellschafter der Das Bonifatius Hospital Lingen gGmbH ist der Trägerverein St. Bonifatius Hospitalgesellschaft Lingen e. V. Als katholische Einrichtung ist der Verein Mitglied des Caritasverbandes für die Diözese Osnabrück.
Das Krankenhaus vertritt das von Mitarbeitern sowie dem Vereinsvorstand formulierte Leitmotiv „den Menschen verbunden“.
Namenspatron ist der Heilige Bonifatius, ein christlicher Missionar.
Mit 451 Betten, jährlich 20.000 stationär behandelten Patienten und 70.000 ambulanten Patientenkontakten deckt das Bonifatiushospital die medizinische Schwerpunktversorgung im Emsland ab und stellt mit mehr als 1500 Beschäftigten zudem einen bedeutenden Arbeitgeber in der Region dar. Auf der Geburtsstation des Hospitals werden jährlich mehr als 1000 Kinder geboren.
Darüber hinaus fungiert das Bonifatius Hospital als akademisches Lehrkrankenhaus der medizinischen Fakultät der Universität Münster.
Dem Haus angegliedert ist ein medizinisches Versorgungszentrum mit den Fachbereichen Radiologie, Onkologie, Gefäßchirurgie, Neurochirurgie, Schmerztherapie, Kinder- und Jugendpsychiatrie sowie HNO.
Martin Diek leitet das Hospital als Geschäftsführer, als Hauptgeschäftsführer der St. Bonifatius Hospitalgesellschaft Lingen e. V. fungiert Ansgar Veer.

## Geschichte
Gegründet wurde das St.-Bonifatius-Hospital Lingen im Jahr 1855 durch Dechant Johannes Bernhard Diepenbrock mit Unterstützung des St.-Mauritz-Franziskanerinnenordens.
Bis 1905 entstand nach Erarbeitung einer Vereinssatzung der eingetragene Verein St.-Bonifatius-Hospital Lingen.
Nach einem Neubau des Hospitals im Jahr 1889 wurde die Zahl der Betten bis 1936 auf 180 ausgebaut. Bis 1956 erfolgte das Anfügen eines Neubaus für die Kinder-, HNO- und Infektionsabteilung an den Altbau und die Etablierung einer hauptamtlichen gynäkologischen und geburtshilflichen Abteilung. In den 1960er Jahren erfolgten eine Sanierung des alten Krankenhausgebäudes und eine damit verbundene Aufstockung auf nunmehr 388 Betten sowie die Errichtung einer Kranken- und Kinderkrankenpflegeschule mit angeschlossenem Schwesternwohnheim. In den 1970er Jahren folgte die Einrichtung der Fachabteilungen Anästhesie und Dialyse, die Etablierung von hauptamtlichen Abteilungen für Urologie, Radiologie und Nuklearmedizin sowie der Neubau einer Intensivpflegestation, wodurch die Gesamtzahl der Betten auf insgesamt 416 anstieg. 1981 erfolgte die Wahl des St.-Bonifatius-Hospital zum akademischen Lehrkrankenhaus der Medizinischen Hochschule Hannover, zudem schaffte man 1989 den ersten Computertomographen an.
In den 1990er Jahren erfolgte die Etablierung der minimalinvasiven Chirurgie im Rahmen der Allgemein- und Unfallchirurgie, der Ausbau der kardiologischen und pädiatrischen Abteilungen um den Bereich der Schlafmedizin mit Errichtung von 3 Schlaflabor-Plätzen, die Errichtung einer Fachschule für Altenpflege mit bis zu 60 Ausbildungsplätzen und die Einrichtung einer zentralen Notaufnahme.
2005 feierte das Bonifatius-Hospital sein 150. Jubiläum, im Jahr darauf folgte die Ausgliederung des Lingener Krankenhauses in eine selbstständige gGmbH, heute Bonifatius Hospital Lingen.
2008 wurde ein Neubau am St.-Bonifatius-Hospital, unter anderem mit einer neuen Eingangshalle und einem neuen Pflege- und Funktionsbereich fertiggestellt und eröffnet, drei Jahre später erhielt das Bonifatius-Hospital die Auszeichnung „Kompetenzzentrum für minimalinvasive Chirurgie“ in der Kategorie Allgemein-/Viszeralchirurgie. 2010 begann das studentische Projekt „Kinderlachen hilft Heilen“ in Kooperation mit dem Institut für Theaterpädagogik der Hochschule Osnabrück.
Im Jahr 2012 erfolgte die Anerkennung des Bonifatius-Hospital als Akademisches Lehrkrankenhaus der Medizinischen Fakultät der Universität Münster sowie eine Umfirmierung der Trägergesellschaft von St.-Bonifatius-Hospital in St.-Bonifatius-Hospitalgesellschaft. Seit 2014 lautet das einheitliche Leitmotiv der Gesellschaft „den Menschen verbunden“.
Ein Jahr später erfolgte die Eröffnung der neuen Räumlichkeiten der Kinder- und Jugendmedizin einschließlich Perinatalzentrum und Kinderintensivstation.

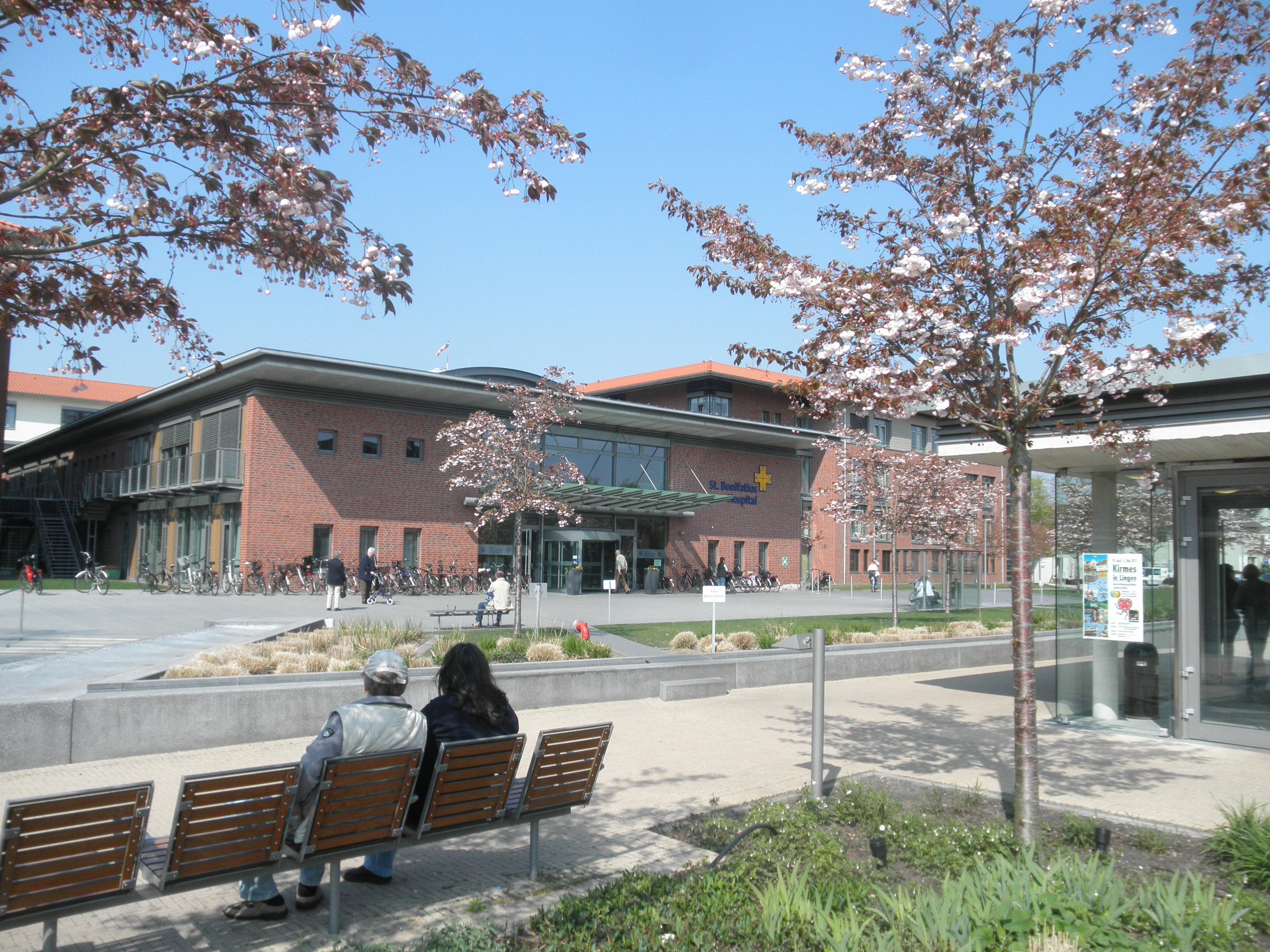
Vorplatz

## Fachabteilungen
- Medizinische Klinik
  - Kardiologie, Angiologie & Schlafmedizin
  - Gastroenterologie & Diabetologie
  - Geriatrie & Rehabilitation
  - Hämatologie & internistische Onkologie

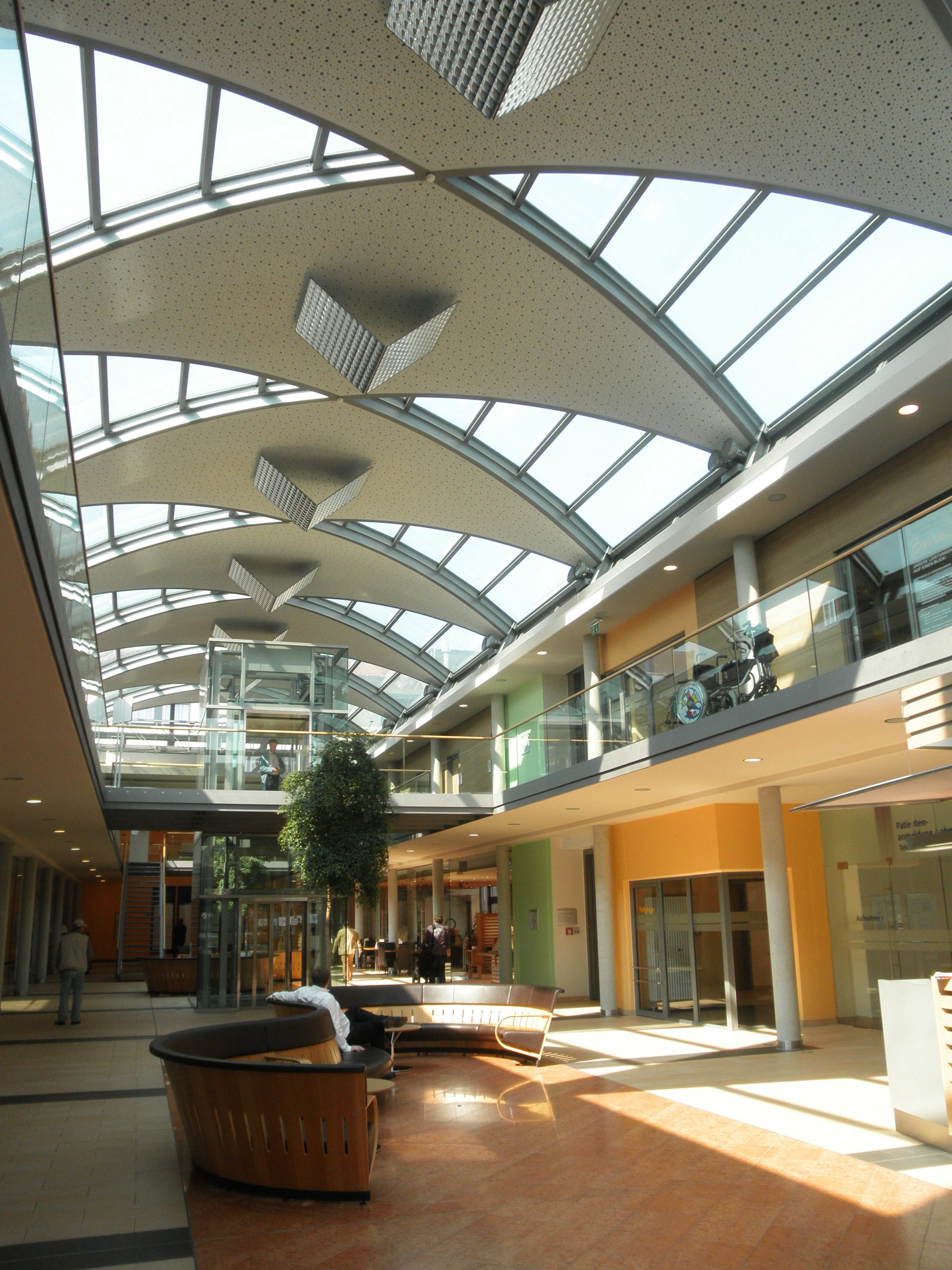
Im Foyer

  - Neurovaskuläre Medizin

- Chirurgische Klinik
  - Allgemein- & Viszeralchirurgie
  - Unfallchirurgie
  - Orthopädie
  - Gefäßchirurgie
  - Wirbelsäulenchirurgie & Neurotraumatologie
  - Handchirurgie

- Weitere Kliniken
  - Geburtshilfe
  - Gynäkologie
  - Kinder- & Jugendmedizin
  - Urologie & Kinderurologie
  - Intensivmedizin
  - Anästhesie & Schmerzmedizin

- Nichtbettenführende Abteilungen
  - Zentrale Notaufnahme
  - Radiologie & Nuklearmedizin
  - Physikalische & Rehabilitationsmedizin

- Belegabteilungen
  - Nephrologisches Zentrum Emsland
  - Hals-, Nasen- & Ohrenheilkunde
  - Mund-, Kiefer- & Gesichtschirurgie[6]

## Interdisziplinäre Zentren
- Gefäßzentrum Emsland
- Perinatalzentrum
- Brustzentrum
- Prostatazentrum Emsland
- Darmkrebszentrum Lingen
- Kompetenzzentrum Koloproktologie Lingen
- Traumazentrum
- Schlaganfallzentrum Stroke Unit
- Chest Pain Unit
- EndoProthetikZentrum Lingen/Sögel
- Schlaflabor
- Adipositaszentrum Emsland[7]

## Ausbildung und Studium
Die vom Bonifatius Hospital Lingen in Zusammenarbeit mit dem St. Georgstift e.V. Thuine betriebene Akademie St. Franziskus bietet Ausbildungen im Bereich Altenpflege, Gesundheits- und Krankenpflege, Gesundheits- und Kinderkrankenpflege und Hebammenwesen an.
Ebenso ist es möglich den dualen Studiengang B. Sc. Pflege und Operationstechnische Assistenz zu absolvieren.
Des Weiteren ermöglicht das Bonifatiushospital Lingen die kaufmännische Ausbildung zum/zur Kaufmann/-frau für Büromanagement.